# 路易斯·阿尔韦托·佩雷斯-里翁达
路易斯·阿尔韦托·佩雷斯-里翁达（西班牙語：Luis Alberto Pérez-Rionda，1969年8月16日—），古巴男子田径运动员。他曾代表古巴参加1996年和2000年夏季奥林匹克运动会田径比赛，获得一枚铜牌。